# 神戸市立君影小学校
神戸市立君影小学校（こうべしりつ きみかげしょうがっこう）は、兵庫県神戸市北区君影町一丁目にある市立小学校。略称は「君影小」または「君小」。学校内には600平方メートルの農園がある。

## 概要

### 沿革
- 1973年（昭和48年）8月30日 - 学校の建設工事が開始される[1]。
- 1974年（昭和49年）4月1日 - 神戸市立南五葉小学校より分離開校[1]。

## 教育目標
ひとり一人が輝こう　未来に向けて

## 通学区域
- 神戸市北区
  - 君影町（1丁目 - 5丁目）[3]

## 交通
神戸電鉄鈴蘭台駅より神鉄サービスバス「君津小学校前」より徒歩すぐ。距離だと鈴蘭台駅より西鈴蘭台駅の方が約200メートル近い。

## 周辺
- 神戸市立星和台中学校（進学先中学校）
- 君影町西公園[1]

## 通学区域が隣接している学校
- 神戸市立星和台小学校
- 神戸市立南五葉小学校
- 神戸市立谷上小学校 [4]